# Roberto Ricchini
Roberto Ricchini (Alessandria, 28 agosto 1953) è un allenatore di pallacanestro italiano.
Ha allenato per oltre un ventennio nella massima serie femminile, conquistando tre scudetti e varie coppe nazionali, oltre ad aver ricoperto la carica di commissario tecnico della Nazionale femminile.

## Carriera

### Nei club
Nasce nel 1953 ad Alessandria dove giovanissimo gioca a basket con discreto successo. Ben presto però decide di dedicarsi all'attività di allenatore.
Nel 1972 è assistente di Massimo Mangano alla Vibac Superga. Rimane ad Alessandria fino al 1989 allenando tutte le squadre della città. Nell'ultimo anno arriva alla B2 maschile.
Nel 1991 inizia l'attività di allenatore nel settore femminile in serie A2 a Busto Arsizio, dove rimane fino al 1995, dopo aver portato e mantenuto la squadra in Serie A1.
Successivamente, allena le squadre femminili di Pavia (A1) e Varese (A2), per poi ritornare ad Alessandria, dove rimane per quattro stagioni.
Nel 2004-05 viene chiamato ad allenare la Phard Napoli, con cui vince la Fiba Cup e arriva alla finale di Coppa Italia e alla semifinale per lo scudetto e, in campo internazionale, agli ottavi di finale di Eurolega.
Nel 2007 è head coach della Pool Comense con la quale raggiunge l'obiettivo della salvezza.
Nel 2008-09 viene chiamato ad allenare la squadra Cras Basket Taranto con cui vince lo scudetto il tricolore e l'accesso alla finale di Europe Cup persa di pochissimo contro il Galatasaray. Nel 2009-10, sempre con il Taranto, vince ancora scudetto e Supercoppa e in Eurolega arriva fino ai quarti di finale.
Nella stagione successiva, sempre alla guida del Cras Basket Taranto, conquista i quarti di Eurolega, un risultato storico per la pallacanestro italiana di club. Ma il cammino ai vertici del basket internazionale si interrompe al termine del doppio confronto con la corazzata russa di Ekaterinburg. Sempre nello stesso anno il Cras Basket Taranto disputa la finale scudetto, che perde al termine di un'infuocata serie (decisa a gara 5) contro Schio.
Il 18 marzo 2012, sempre alla guida del Cras Basket Taranto, conquista la Coppa Italia battendo in finale con un perentorio 78-57 la squadra detentrice del trofeo, Schio. Il 7 maggio vince il terzo scudetto in quattro anni (il quarto della società pugliese) battendo ancora una volta Schio (3-0) 72-58 in gara-3 di finale dei play-off.
Ha allenato la Saces Mapei Dike Napoli da ottobre 2014 ad ottobre 2016.

### In Nazionale
A metà degli anni duemila, è assistente della Nazionale italiana femminile maggiore, poi responsabile dell'Italia under 18. Nell'ottobre del 2011 la Federazione Italiana Pallacanestro nomina Roberto Ricchini capo allenatore della Nazionale. Ad affiancarlo nella nuova avventura sarà Giovanni Lucchesi, già head-coach della Nazionale Under 18 con la quale nel 2010 ha vinto l'oro europeo ai campionati di categoria a Poprad, in Slovacchia.

## Palmarès
- Campionato italiano: 3
Taranto Cras Basket: 2008-09, 2009-10, 2011-12
- Coppa Italia: 1
Taranto Cras Basket: 2012
- Supercoppa italiana: 2
Taranto Cras Basket: 2009, 2010